# NGC 1636
NGC 1636 is een spiraalvormig sterrenstelsel in het sterrenbeeld Eridanus. Het hemelobject werd op 30 januari 1786 ontdekt door de Duits-Britse astronoom William Herschel.

## Synoniemen
- PGC 15800
- MCG -1-12-42
- IRAS 04382-0842